# Navy Seal
Navy Seal is een computerspel dat werd ontwikkeld en uitgegeven door Cosmi Corporation. Het spel werd uitgebracht in 1989 voor de platforms Commodore 64 en DOS. 
In het spel speelt de speler de rol van een Navy SEALs-teamlid dat het, in drie verschillende missies, moet opnemen tegen terroristen.  Het spel bestaat uit drie niveaus waarbij de speler te maken krijgt met terroristen, gijzelaars etc. Er wordt gebruikt van duikboten en de speler moet op sommige plaatsen zwemmen.
Het spel moet niet worden verward met het spel 'Navy Seals' uit 1990.

## Ontvangst
| Beoordeeld door                | Platform    | Datum          | Score |
| ------------------------------ | ----------- | -------------- | ----- |
| Crash!                         | ZX Spectrum | januari 1991   | 94%   |
| Your Sinclair                  | ZX Spectrum | februari 1991  | 86%   |
| Amiga Action                   | Amiga       | september 1991 | 80%   |
| Mean Machines                  | Amstrad CPC | december 1990  | 76%   |
| Computer and Video Games (CVG) | Amstrad CPC | februari 1991  | 75%   |
| Computer and Video Games (CVG) | ZX Spectrum | februari 1991  | 73%   |
| ST Format                      | Atari ST    | augustus 1991  | 72%   |
| Amiga Joker                    | Amiga       | september 1991 | 71%   |
| Power Play                     | Atari ST    | juli 1991      | 57%   |
| Computer and Video Games (CVG) | Amiga       | september 1991 | 4%    |